# Bataille de Collooney
Rébellion irlandaise
Batailles
- Ballymore-Eustace
- Naas
- Prosperous
- Kilcullen
- Carlow
- Harrow
- Tara Hill
- Oulart Hill
- Enniscorthy
- Newtownmountkennedy
- Three Rocks
- Bunclody
- Tuberneering
- New Ross
- Antrim
- Arklow
- Saintfield
- Ballynahinch
- Duncairn
- Ovidstown
- Foulksmills
- Vinegar Hill
- Ballyellis

- 1er Killala
- Ballina
- Castlebar
- Collooney
- Ballinamuck
- 2e Killala
- Île de Toraigh

La bataille de Collooney a eu lieu dans le comté de Sligo lors de la rébellion irlandaise de 1798.

## Déroulement
Le 4 septembre 1798, le général Humbert est informé par des espions que le général Charles Cornwallis, récemment nommé vice-roi d'Irlande, a rassemblé d'importantes forces, estimées à plus de 20 000 hommes, et qu'il fait marche sur Castlebar. Humbert rassemble son conseil de guerre qui décide d'évacuer la ville et de se retirer dans les montagnes d'Erry et de Tiranley au nord-ouest. L'objectif étant de contourner l'armée britannique et de se rapprocher de Dublin afin de rejoindre les Irlandais Unis ou d'essayer de faire sa jonction avec le corps expéditionnaire du général Hardy qui doit arriver en renfort, transporté par la flotte du vice-amiral Bompard.  
Humbert laisse quelques hommes à Killala, Castlebar et Ballina, le reste de sa petite armée, composée de 800 Français et 600 Irlandais, commence une longue marche forcée. Elle doit livrer quelques escarmouches avec des compagnies des yeomanry locales à Swinford, Ballaghaderreen et Tubbercurry mais elle s'empare de ces trois villes. Finalement, la colonne s'arrête à Collooney le 25, après avoir effectué 24 heures de marche. L'adjudant-général Fontaine est chargé de garder les routes de Boyle et de Tobbercurry au sud, le général Sarrazin surveille la route de Sligo au nord, tandis que Jean Humbert reste au centre, à Collooney, avec la réserve.
Mais à Sligo, les Britanniques sont informés de l'arrivée des troupes françaises. Le colonel Charles Vereker sort alors de la ville avec 300 fantassins de la milice de Limerick et 30 cavaliers du 24e régiment de dragons légers, forces dont l'adjudant-général Fontaine exagère le nombre en les estimant à 1 600 hommes. Le combat s'engage quatre heures après l'arrivée des troupes franco-irlandaises à Collooney. Rapidement, le général Humbert vient appuyer Sarrazin avec une partie de ses forces qui soutiennent longuement la fusillade et les tirs d'artillerie. Cependant si les Britanniques sont protégés sur leur flanc gauche par une rivière, leur flanc droit est laissé découvert, Vereker ayant négligé d'occuper une colline qui offrait un bon poste de défense. Le général Sarrazin se précipite alors sur cette position et l'occupe alors que l'infanterie de Humbert s'empare des canons lors d'un combat où le lieutenant Bartholomew Teeling se distingue en menant l'assaut. Pressés, menacés sur leur flanc droit et ayant perdu leur colonel, blessé, les Britanniques battent en retraite,. 
Les Britanniques abandonnent Sligo et se replient jusqu'à Ballyshannon. Cependant les Français ne s'emparent pas de la ville, car le général Humbert pense avoir eu affaire à l'avant-garde de Cornwallis et ignore que Sligo n'a plus la moindre force pour sa défense.

## Les pertes
Dans son précis, l'adjudant-général Fontaine écrit que les pertes franco-irlandaises sont de 40 morts ou blessés, il estime celles des Britanniques à 150 hommes et 200 prisonniers, dont 14 officiers, sans compter la prise de 2 canons et 500 fusils. Dans son rapport, le colonel Vereker déclare que les pertes de ses troupes sont de 6 soldats et 1 officier tués, 22 soldats et 5 officiers blessés, dont lui-même. Il estime également la perte des troupes franco-irlandaises à plus de 50 hommes, dont une trentaine de blessés. Les Britanniques laissent également une centaine de prisonniers. Cependant, afin de ne pas retarder leur marche, les Français enclouent les deux canons pris aux Anglais et les jettent dans une rivière près du Lough Gill, ce qui fit mauvais effet sur le moral des soldats.